# نصف الأرض الجنوبي

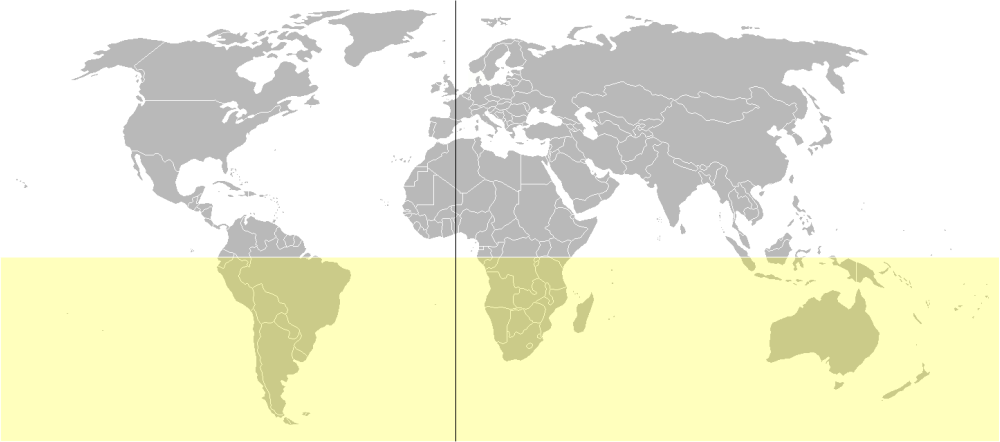
النصف الجنوبي مظلل بالأصفر

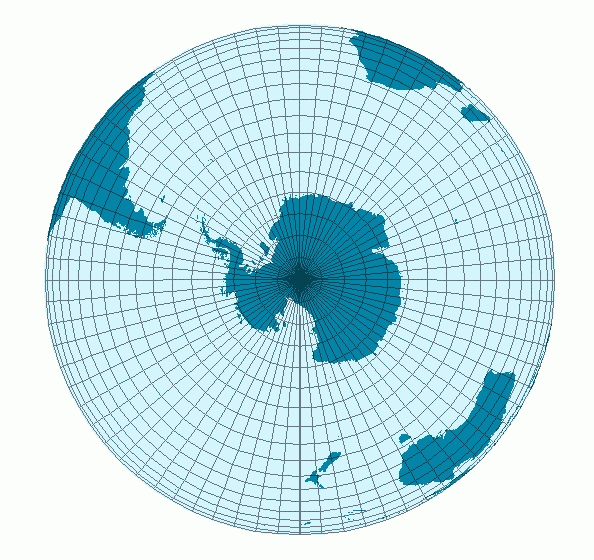
النصف الجنوبي من أعلاه

تُقصَد بنصف الكرة الجنوبيِّ الأراضي والمياه الواقعة جنوب خط الاستواء ويُشكِّل هذا النصف 40% من مساحة اليابسة في الكرة الأرضية ويشمل نصف الكرة الجنوبي قارة أستراليا وقارة أنتاركتيكا بطبيعة الحال وكذلك أمريكا الجنوبية وبعض بلدان أفريقيا وجزءاً من بلاد الهند كما يشمل ويغطي كل أو أجزاءً من أربع محيطات، هي المحيط الجنوبي والمحيط الهندي ونصف المحيط الهادي ونصف المحيط الأطلسي.
نصف الكرة الجنوبي هو نصف ( نصف الكرة الأرضية ) من الأرض التي هي الجنوب من خط الاستواء . تحتوي على كل أو أجزاء من القارات  ( أنتاركتيكا ، أستراليا ، حوالي 90٪ من أمريكا الجنوبية ، ثلث إفريقيا ، وعدة جزر قبالة البر الرئيسي القاري لآسيا ) ، وأربعة محيطات ( الهندية ، وجنوب المحيط الأطلسي ، والجنوب ، و جنوب المحيط الهادئ ) ونيوزيلندا ومعظم جزر المحيط الهادئ في أوقيانوسيا . يبلغ سطحه 80.9٪ ماء ، مقارنة بـ 60.7٪ ماء في نصف الكرة الشمالي ، ويحتوي على 32.7٪ من أراضي الأرض.
نظرًا لميل دوران الأرض بالنسبة للشمس ومستوى مسير الشمس ، يكون الصيف من ديسمبر إلى فبراير (شامل) والشتاء من يونيو إلى أغسطس (ضمناً). 22 أو 23 سبتمبر هو الإعتدال الربيعي و 20 أو 21 مارس هو الإعتدال الخريفي. يقع القطب الجنوبي في وسط منطقة نصف الكرة الجنوبي.

## مميزات
تميل المناخات في نصف الكرة الجنوبي إلى أن تكون أكثر اعتدالًا قليلاً من تلك الموجودة على خطوط العرض المماثلة في نصف الكرة الشمالي ، باستثناء القطب الجنوبي الذي يكون أكثر برودة من القطب الشمالي . وذلك لأن نصف الكرة الجنوبي بها محيطات أكبر وأراض أقل بكثير ؛ يسخن الماء ويبرد ببطء أكثر من الأرض. تُعزى الاختلافات أيضًا إلى انتقال حرارة المحيطات واختلاف نطاقات محاصرة الدفيئة.

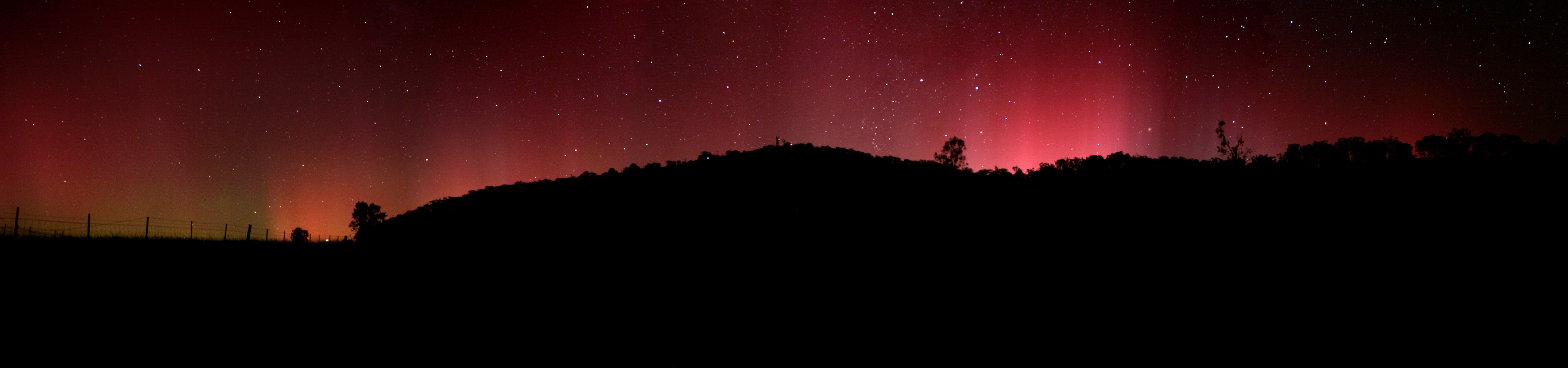
شفق قطبي يظهر في سماء سويفت كريك ، شمال مدخل البحيرات ، فيكتوريا ، أستراليا

في نصف الكرة الجنوبي، تمر الشمس من الشرق إلى الغرب عبر الشمال ، على الرغم من أن الشمس المتوسطة شمال مدار الجدي يمكن أن تكون مباشرة أو متجهة شمالًا في منتصف النهار. تتبع الشمس مسارًا من اليمين إلى اليسار عبر السماء الشمالية على عكس حركة الشمس من اليسار إلى اليمين عند رؤيتها من نصف الكرة الشمالي أثناء مرورها عبر السماء الجنوبية. تدور ظلال الشمس عكس اتجاه عقارب الساعة على مدار اليوم وتزداد الساعات الشمسية في اتجاه عقارب الساعة. أثناء الكسوف الشمسي الذي شوهد من نقطة إلى الجنوب من مدار الجدي ، يتحرك القمر من اليسار إلى اليمين على قرص الشمس (انظر، على سبيل المثال، الصور مع توقيت كسوف الشمس في 13 نوفمبر 2012) ، بينما بالنظر من نقطة إلى الشمال من مدار السرطان (أي في نصف الكرة الشمالي) ، يتحرك القمر من اليمين إلى اليسار أثناء كسوف الشمس.
المنطقة الجنوبية المعتدلة، قسم فرعي من نصف الكرة الجنوبي ، كلها محيطية تقريبًا.
كوكبة القوس التي تضم مركز المجرة هي كوكبة جنوبية وكذلك كلا من سحابة ماجلان. هذا، جنبًا إلى جنب مع سماء أكثر وضوحًا ، يجعل من رؤية ممتازة للسماء ليلاً من نصف الكرة الجنوبي مع نجوم أكثر إشراقًا وأكثر عددًا.

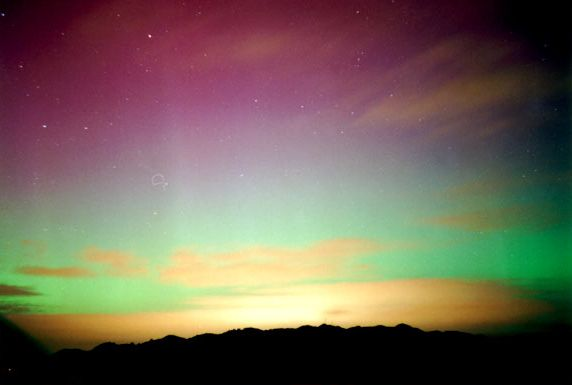
أورورا أستراليس يظهر من جزيرة ستيوارت / راكيورا في جنوب نيوزيلندا

تتميز الغابات في نصف الكرة الجنوبي بسمات خاصة تميزها عن تلك الموجودة في نصف الكرة الشمالي. تشترك كل من تشيلي وأستراليا، على سبيل المثال ، في أنواع الزان الفريدة أو لوبوسنيا، ونيوزيلندا لديها أعضاء من الأجناس وثيقة الصلة لوبوسنياو زان جنوبي. نبات الكينا موطنه أستراليا ولكنه يُزرع الآن أيضًا في جنوب إفريقيا وأمريكا اللاتينية لإنتاج اللب، واستخدامات الوقود الحيوي بشكل متزايد.

## التركيبة السكانية والجغرافيا البشرية

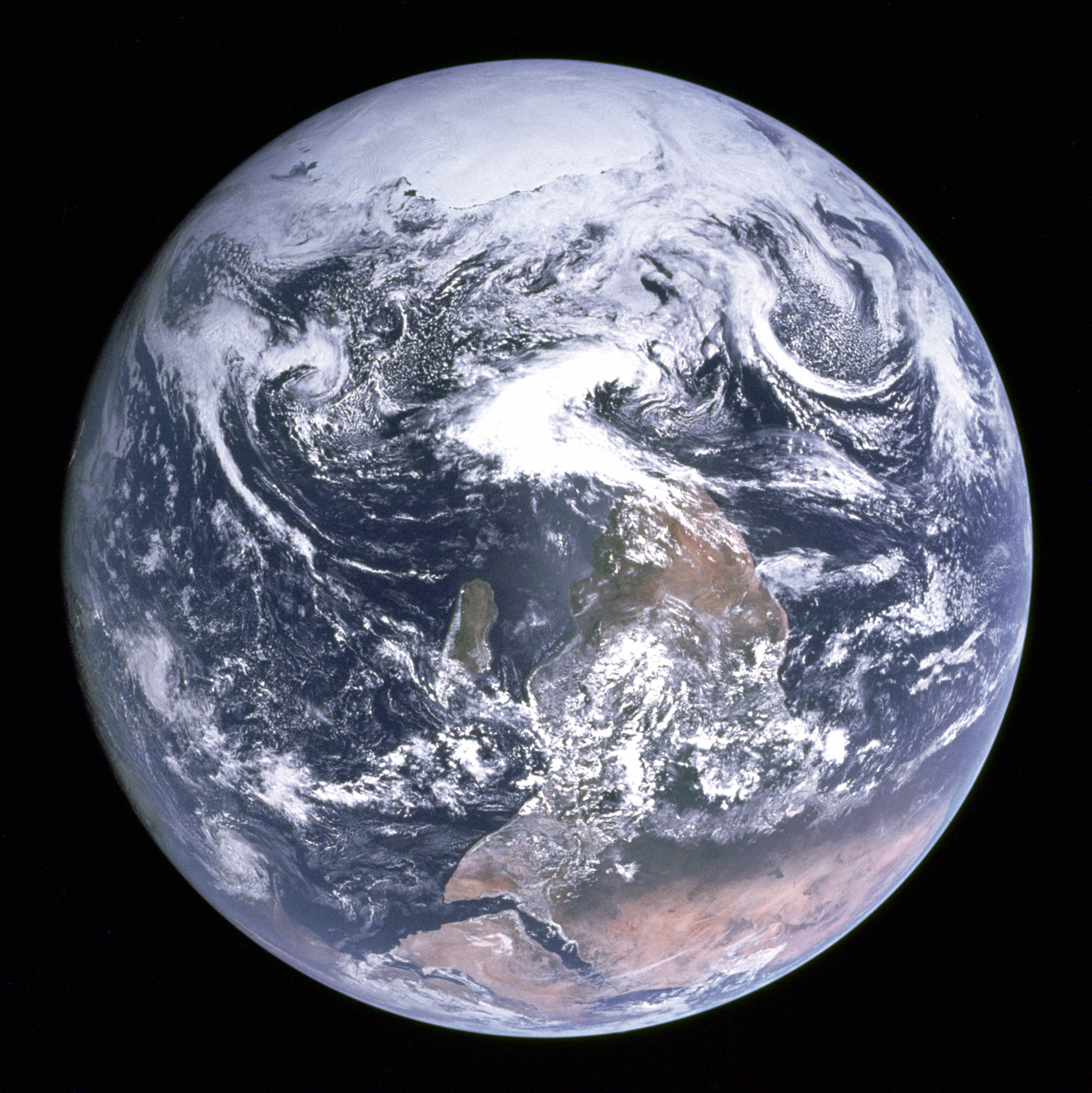
صورة للأرض من أبولو 17 (الرخام الأزرق) مع القطب الجنوبي في الأعلى وقارة إفريقيا.

يعيش أكثر من 800 مليون شخص في نصف الكرة الجنوبي ، ويمثلون حوالي 10-12٪ من إجمالي سكان العالم. من بين هؤلاء 800 مليون شخص، يعيش أكثر من 200 مليون في البرازيل ، أكبر دولة من حيث مساحة الأرض في نصف الكرة الجنوبي، بينما يعيش 145 مليونًا في جزيرة جاوة ، الأكثر اكتظاظًا بالسكان في العالم. الدولة الأكثر اكتظاظًا بالسكان في نصف الكرة الجنوبي هي إندونيسيا، حيث يبلغ عدد سكانها 267 مليون نسمة (يعيش حوالي 30 مليونًا منهم شمال خط الاستواء في الأجزاء الشمالية من جزر سومطرة وبورنيو وسولاويزي ، بالإضافة إلى معظم مناطق شمال مالوكو ، بينما يعيش باقي السكان في نصف الكرة الجنوبي). البرتغالية هي اللغة الأكثر استخدامًا في نصف الكرة الجنوبي، مع أكثر من 230 مليون ناطق في ثمانية بلدان.
أكبر المناطق الحضرية في نصف الكرة الجنوبي هي جاكرتا (33 مليون شخص) ، ساو باولو (22 مليون) ، كينشاسا برازافيل (17 مليون) ، بوينس آيرس (16 مليون) ، ريو دي جانيرو ، سورابايا (12 مليون لكل منهما) ، جوهانسبرغ (11 مليون) ، نيروبي ، ليما (10 ملايين لكل منهما) ، باندونغ (9 ملايين) ، لواندا (8 ملايين) ، دار السلام (7 ملايين) ، سانتياغو ، سيمارانج (6 ملايين لكل منهما) ، سيدني ، بيلو هوريزونتي وملبورن ( 5 ملايين لكل منهما). تشمل المراكز المالية والتجارية المهمة في نصف الكرة الجنوبي ، ساو باولو ، حيث يقع المقر الرئيسي B3 (البورصة) ، جنبًا إلى جنب مع سيدني ، موطن بورصة الأوراق المالية الأسترالية ، جاكرتا ، مقر بورصة إندونيسيا ، جوهانسبرج ، موطن بورصة جوهانسبرج البورصة ، وبوينس آيرس ، المقر الرئيسي لبورصة بوينس آيرس ، أقدم سوق للأوراق المالية في نصف الكرة الجنوبي.
من بين الدول الأكثر تقدمًا في نصف الكرة الجنوبي ، أستراليا ، حيث يبلغ نصيب الفرد من الناتج المحلي الإجمالي الاسمي 51885 دولارًا أمريكيًا ومؤشر التنمية البشرية (HDI) 0.944 ، وهو ثامن أعلى معدل في العالم اعتبارًا من تقرير عام 2020. نيوزيلندا أيضًا متطورة جيدًا ، حيث يبلغ نصيب الفرد من الناتج المحلي الإجمالي الاسمي 38675 دولارًا أمريكيًا ومؤشر التنمية البشرية 0.931 ، مما يجعلها في المرتبة 14 في العالم في عام 2020. تتجمع الدول الأقل نموًا في نصف الكرة الجنوبي في إفريقيا وأوقيانوسيا ، حيث تقع موزمبيق وبوروندي في أدنى طرفي مؤشر التنمية البشرية ، عند 0.456 (رقم 181 في العالم) و 0.433 (رقم 185 في العالم) ، على التوالي. لا يتجاوز نصيب الفرد من الناتج المحلي الإجمالي الاسمي في هذين البلدين 550 دولارًا أمريكيًا ، وهو جزء ضئيل من الدخل الذي يتمتع به الأستراليون والنيوزيلنديون.
الديانات الأكثر انتشارًا في نصف الكرة الجنوبي هي المسيحية في أمريكا الجنوبية وجنوب إفريقيا وأستراليا وأوقيانوسيا ، يليها الإسلام في معظم جزر إندونيسيا وفي أجزاء من جنوب شرق إفريقيا والهندوسية ، التي تتركز في الغالب في الجزر وحولها بالي وموريشيوس ولومبوك .
أقدم مدينة مأهولة بالسكان في النصف الجنوبي من الكرة الأرضية هي بوجور ، في جاوة الغربية ، والتي تأسست عام 669 م. النصوص القديمة من الممالك الهندوسية السائدة في المنطقة تسجل بشكل نهائي عام 669 م باعتباره العام الذي تم فيه تأسيس بوجور. ومع ذلك ، تشير بعض الأدلة إلى أن زنجبار ، وهي ميناء قديم يبلغ عدد سكانه حوالي 200000 نسمة قبالة سواحل تنزانيا ، قد تكون أقدم من مدينة بوجور. نص يوناني روماني مكتوب في الفترة ما بين 1 و 100 م ، ذكر Periplus of the Erythraean Sea ، ذكر جزيرة Menuthias ( اليونانية القديمة : Μενουθιάς) كميناء تجاري على ساحل شرق إفريقيا ، والتي ربما تكون جزيرة Unguja التنزانية الصغيرة في التي تقع زنجبار. أقدم الحضارات الأثرية في نصف الكرة الجنوبي هي حضارة نورتي شيكو وثقافة كازما سيتشين من الساحل الشمالي لبيرو. شيدت هذه الحضارات المدن والأهرامات والساحات في وديان الأنهار الساحلية في شمال بيرو مع بعض الآثار التي يعود تاريخها إلى 3600 قبل الميلاد.

## قائمة القارات والبلدان

### القارات والقارة المغمورة
- أفريقيا - حوالي الثلث ، من جنوب مقديشو في الصومال في الشرق إلى الجنوب من ليبرفيل في الجابون في الغرب. من خط الاستواء ( خط العرض : 0 °) إلى Cape Agulhas ( خط العرض : 34 ° 50′S).
- أنتاركتيكا - تقع القارة بأكملها والجزر المرتبطة بها بالكامل داخل نصف الكرة الجنوبي. من Prime Head ، عند الطرف الشمالي لشبه جزيرة الثالوث ( خط العرض : 63 ° 12′48 ″ جنوبًا) إلى القطب الجنوبي ( خط العرض : 90 درجة جنوبًا).
- آسيا - الجزء الجنوبي فقط من البحر جنوب شرق آسيا ، بما في ذلك تيمور الشرقية ومعظم إندونيسيا ، بالإضافة إلى إقليم المحيط الهندي البريطاني واثنتين من أصل 26 جزيرة مرجانية بجزر المالديف في المحيط الهندي . يقع البر الرئيسي القاري بالكامل داخل نصف الكرة الشمالي . من خط الاستواء ( خط العرض : 0 درجة) إلى جزيرة بامانا بإندونيسيا ( خط العرض : 11 ° 00 جنوباً) أو عند تضمين جزر كوكوس كجزء من جنوب شرق آسيا ، ثم الجزيرة الجنوبية ( خط العرض : 12 ° 04 جنوباً).
- أستراليا - تقع القارة بأكملها والجزر المرتبطة بها مثل تسمانيا وغينيا الجديدة بالكامل داخل نصف الكرة الجنوبي. من خط الاستواء ( خط العرض : 0 درجة) إلى جزر بيشوب آند كليرك ، تسمانيا ، أستراليا ( خط العرض : 55 ° 03 ′ جنوبًا)
- أمريكا الجنوبية - في الغالب ، من جنوب مصب نهر الأمازون في البرازيل في الشرق إلى الشمال من كيتو في الإكوادور في الغرب. من خط الاستواء ( خط العرض : 0 درجة) إلى جزيرة Águila ، جزر دييغو راميريز ، تشيلي ( خط العرض : 56 ° 32′16 ″ جنوبًا) ، أو إذا تم تضمين جزر ساندويتش الجنوبية كجزء من أمريكا الجنوبية ، جزيرة كوك ، جورجيا الجنوبية وجزر ساندويتش الجنوبية ( خط العرض : 59 ° 29′20 جنوبا)
- زيلانديا - القارة المغمورة بأكملها ، بما في ذلك كاليدونيا الجديدة ونيوزيلندا وجزيرة نورفولك والجزر المنخفضة الأخرى المرتبطة بها فوق مستوى سطح البحر ، تقع بالكامل داخل نصف الكرة الجنوبي. من بيليب ، كاليدونيا الجديدة ، فرنسا ( خط العرض : 19 ° 45′00 جنوباً) إلى جزيرة جاكيمارت ( خط العرض : 52 ° 37′ جنوباً)